# Campeonato Africano de Voleibol Femenino de 2015
El Campeonato Africano de Voleibol Femenino de 2015 fue la XVII edición del torneo de selecciones nacionales femeninas más importante de la Confederación Africana de Voleibol (CAVB), se llevó a cabo del 10 al 21 de junio de 2015 en la ciudad de Nairobi capital de Kenia.
La competición otorga dos cupos para la Copa Mundial de Voleibol Femenino de 2015 a los equipos que culminen en los dos primeros lugares del torneo.

## Equipos participantes
Ocho selecciones confirmaron su participación en el torneo.
- Argelia
- Botsuana
- Camerún
- Egipto
- Kenia (local)
- Mauricio
- Senegal
- Túnez

## Conformación de los grupos
El sorteo para la conformación de los grupos se realizó el 11 de junio de 2015 en Nairobi, Kenia. Los grupos quedaron conformados de la siguiente manera:
| Grupo A                         | Grupo B                         |
| ------------------------------- | ------------------------------- |
| Kenia Mauricio Botsuana Argelia | Camerún Túnez Marruecos Senegal |

## Resultados
- Sede: Centro Deportivo Internacional Moi
- Las horas indicadas corresponden al huso horario local de Kenia (Tiempo de África Oriental – EAT): UTC+3.

### Fase preliminar
– Clasificados a las semifinales.      – Pasa a disputar la clasificación del 5.° al 8.° lugar.

#### Grupo A
|     |          |     | Partidos | Partidos | Partidos | Sets | Sets | Sets  | Puntos | Puntos | Puntos |
| Pos | Equipo   | Pts | PJ       | PG       | PP       | SG   | SP   | Ratio | PG     | PP     | Ratio  |
| --- | -------- | --- | -------- | -------- | -------- | ---- | ---- | ----- | ------ | ------ | ------ |
| 1   | Kenia    | 9   | 3        | 3        | 0        | 9    | 0    | MAX   | 225    | 152    | 1.480  |
| 2   | Argelia  | 6   | 3        | 2        | 1        | 6    | 4    | 1.500 | 229    | 207    | 1.106  |
| 3   | Botsuana | 3   | 3        | 1        | 2        | 4    | 7    | 0.571 | 225    | 252    | 0.893  |
| 4   | Mauricio | 0   | 3        | 0        | 3        | 1    | 9    | 0.111 | 181    | 249    | 0.727  |

| Fecha       | Hora  | Partido  | Partido   | Partido  | Sets  | Sets  | Sets  | Sets  | Sets | Puntuación total | Reporte |
| Fecha       | Hora  |          | Resultado |          | 1     | 2     | 3     | 4     | 5    | Puntuación total | Reporte |
| ----------- | ----- | -------- | --------- | -------- | ----- | ----- | ----- | ----- | ---- | ---------------- | ------- |
| 12 de junio | 18:00 | Mauricio | 0 – 3     | Kenia    | 12-25 | 13-25 | 17-25 | -     | -    | 42 – 75          |         |
| 13 de junio | 14:00 | Botsuana | 1 – 3     | Argelia  | 17-25 | 25-17 | 20-25 | 16-25 | -    | 78 – 92          |         |
| 14 de junio | 12:00 | Mauricio | 1 – 3     | Botsuana | 22-25 | 25-23 | 23-25 | 15-25 | -    | 85 – 98          |         |
| 14 de junio | 16:00 | Kenia    | 3 – 0     | Argelia  | 25-20 | 25-22 | 25-19 | -     | -    | 75 – 61          |         |
| 15 de junio | 12:00 | Argelia  | 3 – 0     | Mauricio | 25-15 | 25-15 | 26-24 | -     | -    | 76 – 54          |         |
| 15 de junio | 16:00 | Kenia    | 3 – 0     | Botsuana | 25-19 | 25-12 | 25-18 | -     | -    | 75 – 49          |         |

#### Grupo B
|     |           |     | Partidos | Partidos | Partidos | Sets | Sets | Sets  | Puntos | Puntos | Puntos |
| Pos | Equipo    | Pts | PJ       | PG       | PP       | SG   | SP   | Ratio | PG     | PP     | Ratio  |
| --- | --------- | --- | -------- | -------- | -------- | ---- | ---- | ----- | ------ | ------ | ------ |
| 1   | Senegal   | 6   | 3        | 3        | 0        | 9    | 6    | 1.500 | 316    | 286    | 1.105  |
| 2   | Camerún   | 6   | 3        | 2        | 1        | 8    | 5    | 1.600 | 282    | 273    | 1.033  |
| 3   | Túnez     | 5   | 3        | 1        | 2        | 7    | 7    | 1.000 | 307    | 280    | 1.096  |
| 4   | Marruecos | 1   | 3        | 0        | 3        | 3    | 9    | 0.333 | 218    | 284    | 0.768  |

| Fecha       | Hora  | Partido   | Partido   | Partido   | Sets  | Sets  | Sets  | Sets  | Sets  | Puntuación total | Reporte |
| Fecha       | Hora  |           | Resultado |           | 1     | 2     | 3     | 4     | 5     | Puntuación total | Reporte |
| ----------- | ----- | --------- | --------- | --------- | ----- | ----- | ----- | ----- | ----- | ---------------- | ------- |
| 12 de junio | 16:00 | Senegal   | 3 – 2     | Camerún   | 20-25 | 27-25 | 25-16 | 25-20 | 15-12 | 110 – 100        |         |
| 13 de junio | 16:00 | Túnez     | 3 – 1     | Marruecos | 24-26 | 25-17 | 25-21 | 25-13 | -     | 99 – 77          |         |
| 14 de junio | 10:00 | Camerún   | 3 – 0     | Marruecos | 25-17 | 25-18 | 25-20 | -     | -     | 75 – 55          |         |
| 14 de junio | 14:00 | Senegal   | 3 – 2     | Túnez     | 14-25 | 17-25 | 25-18 | 25-20 | 15-12 | 96 – 100         |         |
| 15 de junio | 10:00 | Túnez     | 2 – 3     | Camerún   | 25-15 | 18-25 | 26-28 | 26-24 | 13-15 | 108 – 107        |         |
| 15 de junio | 14:00 | Marruecos | 2 – 3     | Senegal   | 25-23 | 25-22 | 9-25  | 18-25 | 9-15  | 86 – 110         |         |

### Fase final

#### Clasificación 5.° al 8.° puesto
|  | Semifinales 5.° al 8.° puesto | Semifinales 5.° al 8.° puesto |   |          | Partido 5.° y 6.° puesto | Partido 5.° y 6.° puesto |  |
|  |                               |                               |   |          |                          |                          |  |
|  |                               |                               |   |          |                          |                          |  |
|  | Botsuana                      | 0                             |   |          |                          |                          |  |
|  | Marruecos                     | 3                             |   |          |                          |                          |  |
|  |                               |                               |   |          |                          |                          |  |
|  |                               |                               |   |          |                          |                          |  |
|  |                               |                               |   |          | Marruecos                | 1                        |  |
|  |                               | Túnez                         | 3 |          |                          |                          |  |
|  |                               |                               |   |          |                          |                          |  |
|  |                               |                               |   |          |                          |                          |  |
|  |                               |                               |   |          | Partido 7.° y 8.° puesto |                          |  |
|  |                               |                               |   |          |                          |                          |  |
|  | Túnez                         | 3                             |   | Botsuana | 1                        |                          |  |
|  | Mauricio                      | 0                             |   |          | Mauricio                 | 3                        |  |

##### Semifinales 5.° al 8.° puesto
| Fecha       | Hora  | Partido  | Partido   | Partido   | Sets  | Sets  | Sets  | Sets | Sets | Puntuación total | Reporte |
| Fecha       | Hora  |          | Resultado |           | 1     | 2     | 3     | 4    | 5    | Puntuación total | Reporte |
| ----------- | ----- | -------- | --------- | --------- | ----- | ----- | ----- | ---- | ---- | ---------------- | ------- |
| 17 de junio | 10:00 | Botsuana | 0 – 3     | Marruecos | 22-25 | 22-25 | 12-25 | -    | -    | 56 – 75          |         |
| 17 de junio | 12:00 | Túnez    | 3 – 0     | Mauricio  | 25-13 | 25-17 | 25-14 | -    | -    | 75 – 44          |         |

##### Partido 7.° y 8.° puesto
| Fecha       | Hora  | Partido  | Partido   | Partido  | Sets  | Sets  | Sets  | Sets  | Sets | Puntuación total | Reporte |
| Fecha       | Hora  |          | Resultado |          | 1     | 2     | 3     | 4     | 5    | Puntuación total | Reporte |
| ----------- | ----- | -------- | --------- | -------- | ----- | ----- | ----- | ----- | ---- | ---------------- | ------- |
| 18 de junio | 14:00 | Botsuana | 1 – 3     | Mauricio | 25-17 | 21-25 | 19-25 | 21-25 | -    | 86 – 92          |         |

##### Partido 5.° y 6.° puesto
| Fecha       | Hora  | Partido   | Partido   | Partido | Sets  | Sets  | Sets  | Sets  | Sets | Puntuación total | Reporte |
| Fecha       | Hora  |           | Resultado |         | 1     | 2     | 3     | 4     | 5    | Puntuación total | Reporte |
| ----------- | ----- | --------- | --------- | ------- | ----- | ----- | ----- | ----- | ---- | ---------------- | ------- |
| 18 de junio | 16:00 | Marruecos | 1 – 3     | Túnez   | 16-25 | 25-21 | 21-25 | 21-25 | -    | 83 – 96          |         |

#### Clasificación 1.° al 4.° puesto
|  | Semifinales | Semifinales |   |         | Final        | Final |  |
|  |             |             |   |         |              |       |  |
|  |             |             |   |         |              |       |  |
|  | Kenia       | 3           |   |         |              |       |  |
|  | Camerún     | 0           |   |         |              |       |  |
|  |             |             |   |         |              |       |  |
|  |             |             |   |         |              |       |  |
|  |             |             |   |         | Kenia        | 3     |  |
|  |             | Argelia     | 0 |         |              |       |  |
|  |             |             |   |         |              |       |  |
|  |             |             |   |         |              |       |  |
|  |             |             |   |         | Tercer lugar |       |  |
|  |             |             |   |         |              |       |  |
|  | Senegal     | 0           |   | Camerún | 3            |       |  |
|  | Argelia     | 3           |   |         | Senegal      | 2     |  |

##### Semifinales
| Fecha       | Hora  | Partido | Partido   | Partido | Sets  | Sets  | Sets  | Sets | Sets | Puntuación total | Reporte |
| Fecha       | Hora  |         | Resultado |         | 1     | 2     | 3     | 4    | 5    | Puntuación total | Reporte |
| ----------- | ----- | ------- | --------- | ------- | ----- | ----- | ----- | ---- | ---- | ---------------- | ------- |
| 17 de junio | 14:00 | Senegal | 0 – 3     | Argelia | 14-25 | 17-25 | 22-25 | -    | -    | 53 – 75          |         |
| 17 de junio | 16:00 | Kenia   | 3 – 0     | Camerún | 25-22 | 25-14 | 25-22 | -    | -    | 75 – 58          |         |

##### Partido3.ery 4.° puesto
| Fecha       | Hora  | Partido | Partido   | Partido | Sets  | Sets  | Sets  | Sets  | Sets  | Puntuación total | Reporte |
| Fecha       | Hora  |         | Resultado |         | 1     | 2     | 3     | 4     | 5     | Puntuación total | Reporte |
| ----------- | ----- | ------- | --------- | ------- | ----- | ----- | ----- | ----- | ----- | ---------------- | ------- |
| 20 de junio | 14:00 | Camerún | 3 – 2     | Senegal | 25-19 | 23-25 | 14-25 | 25-13 | 17-15 | 104 – 97         |         |

##### Final
| Fecha       | Hora  | Partido | Partido   | Partido | Sets  | Sets  | Sets  | Sets | Sets | Puntuación total | Reporte |
| Fecha       | Hora  |         | Resultado |         | 1     | 2     | 3     | 4    | 5    | Puntuación total | Reporte |
| ----------- | ----- | ------- | --------- | ------- | ----- | ----- | ----- | ---- | ---- | ---------------- | ------- |
| 20 de junio | 16:00 | Kenia   | 3 – 0     | Argelia | 25-17 | 25-21 | 25-20 | -    | -    | 75 – 58          |         |

## Clasificación final
| Pos. | Equipo    |
| ---- | --------- |
| 1    | Kenia     |
| 2    | Argelia   |
| 3    | Camerún   |
| 4    | Senegal   |
| 5    | Túnez     |
| 6    | Marruecos |
| 7    | Mauricio  |
| 8    | Botsuana  |